# Saint-Arnoult-en-Yvelines
Saint-Arnoult-en-Yvelines is een gemeente in het Franse departement Yvelines (regio Île-de-France) en telt 5687 inwoners (2004). De plaats maakt deel uit van het arrondissement Rambouillet.

## Geografie
De oppervlakte van Saint-Arnoult-en-Yvelines bedraagt 12,6 km², de bevolkingsdichtheid is 451,3 inwoners per km².
De onderstaande kaart toont de ligging van Saint-Arnoult-en-Yvelines met de belangrijkste infrastructuur en aangrenzende gemeenten.

## Demografie
Onderstaande figuur toont het verloop van het inwonertal (bron: INSEE-tellingen).